# Dirk Roelofs
Dirk Roelofs (1919 - 7 april 2004) was namens de PvdA vanaf 1962 tot 1978 gemeenteraadslid en van 1971 tot 1978 wethouder in Enschede. Na het vertrek van burgemeester Auke Johannes Vleer nam hij als locoburgemeester, tot de aanstelling van burgemeester Ko Wierenga, in 1977 gedurende acht maanden het burgemeesterschap waar. De raadsperiode 1978-1982 voltooide hij wegens persoonlijke omstandigheden niet. Hij werd benoemd tot ereburger van Enschede.